# Sainte-Croix-de-Mareuil
Sainte-Croix-de-Mareuil – miejscowość i gmina we Francji, w regionie Nowa Akwitania, w departamencie Dordogne.
Według danych na rok 1990 gminę zamieszkiwały 142 osoby, a gęstość zaludnienia wynosiła 12 osób/km² (wśród 2290 gmin Akwitanii Sainte-Croix-de-Mareuil plasuje się na 1034. miejscu pod względem liczby ludności, natomiast pod względem powierzchni na miejscu 942.).